# Jim Simpson
Jim Simpson (* 21. Februar 1956 als James Simpson in Hawaii) ist ein US-amerikanischer Theater- und Filmregisseur sowie Schauspieler, Drehbuchautor und Filmeditor.

## Leben
Jim Simpson ist schottischer Abstammung und der Gründer von The Flea Theater in New York City. Er ist mit der Schauspielerin Sigourney Weaver verheiratet und hat mit ihr eine Tochter, Charlotte Simpson. Sie wurde am 13. April 1990 geboren.
Simpson erschien in zwei Episoden der erfolgreichen CBS-Serie Hawaii Fünf-Null. Besonders hervorzuheben ist seine Charakterisierung von Foxer in der Folge Die Menschen-Angriffstruppe von Staffel 7.
Bei dem Film The Guys (2002), zu dem er auch das Drehbuch verfasste und in dem seine Frau Sigourney Weaver mitspielte, führte Simpson Regie. 1990 inszenierte er eine Episode der Serie Geschichten aus der Gruft. Ferner war er als Regieassistent an den Filmproduktionen von Event Horizon – Am Rande des Universums und Spice World – Der Film beteiligt.

## Filmografie
- 1990: Geschichten aus der Gruft (Fernsehserie, Folge 2x15; Regie)
- 1987: West Is West (Schauspieler)
- 2002: The Guys (Regie, Drehbuchautor, Schauspieler)
- 2003: Ultimate Gretzky (Dokumentation; Editor)